# Alfred Kinsey
Alfred Charles Kinsey (Hoboken, New Jersey, 1894. június 23. – Bloomington, Indiana, 1956. augusztus 25.) amerikai biológus, az entomológia és a zoológia professzora, a később róla elnevezett kutatóintézet alapítója. Az emberi szexualitással foglalkozó kutatásai radikálisan átalakították a nyugati világ szexualitásról való gondolkodását.

## Élete
Kinsey 1894-ben született, erősen vallásos, konzervatív családban. Már fiatalon nagy érdeklődést mutatott a természet iránt. Apja nyomására azonban mérnöknek kezdett tanulni a Stevens Institute of Technology-ban, ám két év után otthagyta az egyetemet. 1916-ban egyetemi diplomát szerzett biológiából és pszichológiából a Bowdoin College-ban. Tanulmányait a Harvardon folytatta, ahol 1919-ben doktori fokozatot szerzett. Tudományos munkásságának középpontjában a gubacsdarazsak álltak.
Kinsey 1921-ben feleségül vette Clara Bracken McMillent, négy gyermekük született. Kinsey biszexuális irányultságát számos független forrás is megerősítette.

## A Kinsey-jelentés
Kinsey-t gyakran a szexológia, az emberi szexualitás tudományos tanulmányozásának megalapítójaként tartják számon. A szexualitás témájával az 1930-as években kezdett foglalkozni. Egy 1935-ös előadásában a „későn házasodás” (vagyis a szexuális önmegtartóztatás) káros fiziológiai hatásairól elmélkedett. Ezt követően a Rockefeller Alapítvány támogatásával nagyszabású kutatási programba kezdett. A kutatási eredményeket két kötetben (az ún. Kinsey-jelentés) publikálta. Az 1948-ban megjelent első kötet a férfiak, az 1953-ban megjelent második kötet a nők szexuális viselkedésével foglalkozott.

### A Kinsey-skála
Kinsey visszautasította a szexuális irányultság hagyományos kategóriáit (heteroszexuális, homoszexuális, biszexuális). Véleménye szerint a szexualitást olyan kontinuumként (Kinsey-skála) kell felfogni, amelynek egyik végpontján (0-s érték) a kizárólag heteroszexuális, a másik végpontján (6-os érték) a kizárólag homoszexuális irányultságú emberek találhatók. Az emberek többsége valahol a két véglet között található. A szexuális ingerekre nem reagálókat (aszexuálisok) az X kategóriába sorolta.

### Statisztikai adatok
A jelentés szerint a férfiak 46%-a reagált élete során legalább egyszer azonos neműekkel kapcsolatos ingerre, 37%-uknak homoszexuális kapcsolata is volt. A 20 és 35 év közötti férfiak 11,6%-a azonos mértékben vonzódik nőkhöz és férfiakhoz, 10%-uk élete során legalább három évig döntően homoszexuális irányultsággal rendelkezett. A 20 és 35 év közötti egyedülálló nők 7%-a, a férjezett nők 4%-a vonzódik azonos mértékben a férfiakhoz és a nőkhöz. A 20 és 35 év közötti nők között 2-6%-ra tehető a döntően homoszexuális irányultságú nők aránya.

### Kritikák
A kutatás módszertanát számos kritika érte. Egyrészt a mintában jelentősen felülreprezentáltak voltak bizonyos társadalmi csoportok (a megkérdezettek 25%-a börtönviselt, 5%-a prostituált volt). Másrészt csak olyan emberek adatait tartalmazta, akik hajlandóak voltak a kutatásban részt venni. Mivel a szexualitás az 1940-es évek Amerikájában tabutémának számított, ez is torzított mintát eredményezett.
A kritikákra válaszolva Paul Gebhard, az Kinsey által alapított intézet későbbi vezetője, fejlett statisztikai módszerekkel próbálta a mintát megtisztítani a fent említett torzító hatásoktól. Az 1973-ban publikált jelentés szerint – a kutatók legnagyobb meglepetésére –, a megtisztított adatok nem tértek el jelentősen a Kinsey által korábban publikáltaktól.
A 90-es években újra elővették a Kinsey jelentés körüli problémákat, Judith A. Reisman 1990-ben KINSEY: Crimes & Consequences címmel írt egy összefoglalót, melyben már nem csupán arról volt szó, hogy a férfiak esetében túl sok volt a börtönben ülő férfi, de a nők esetében is alig kérdeztek meg házasságban élő nőt, azaz nem csupán a férfiak szexuális érdeklődése volt torzítva, hanem a női orgazmusról megállapított adatok sem voltak valósak. A mélyebb vizsgálódás során kiderült az is, hogy Kinsey a kutatásban résztvevőket arra kényszerítette, hogy egymással szexuális kapcsolatot alakítsanak ki, sőt azonos nemű munkatársaikkal is. Ez további kritikákat fogalmazott meg a Kinsey skálával szemben is. A kutatásban szerepelt egy 34-es számú táblázat, melyről mostanra kiderült, hogy 14 év alatti gyermekek szexuális viselkedését is kutatták, melyeket filmre is vettek. Az elmúlt évtizedek kutatásaiból egy szexuális ragadozó és gyermekmolesztáló képe rajzolódott ki.

## Kapcsolódó szócikk
- Kinsey, 2004-es amerikai életrajzi filmdráma, mely Alfred Kinsey életét és munkásságát mutatja be